# Habronattus paratus
Habronattus paratus är en spindelart som först beskrevs av Peckham, Peckham 1896.  Habronattus paratus ingår i släktet Habronattus och familjen hoppspindlar. Inga underarter finns listade i Catalogue of Life.